# Тимчасова державна рада (Ізраїль)
Тимчасова державна рада (івр. מועצת המדינה הזמנית , «Моецет-га-Медіна-га-Зманіт») — тимчасовий законодавчий орган Ізраїлю незадовго до проголошення незалежності до виборів першого Кнесету в січні 1949 року. Рада замінила Таємну раду Його Величності, через яку британський уряд ухвалював закони щодо мандатної Палестини.

## Історія
Тимчасову державна раду створили під назвою «Моецет-га-Ам» (מועצת העם‬, букв. «Народна рада») 12 квітня 1948 року в рамках підготовки до незалежності, яку проголосили трохи більше ніж через місяць. До неї входили 37 членів, які представляли всі сторони єврейського політичного спектру, від ревізіоністів до комуністів. Як протоуряд створили окремий орган — Мінгелет-га-Ам, усі члени якого також були членами Моецет-га-Ам.
14 травня о 13:50 Моецет-га-Ам зустрівся біля будівлі Єврейського національного фонду в Тель-Авіві, щоб проголосувати за текст Декларації незалежності Ізраїлю. Незважаючи на розбіжності щодо таких питань, як кордони та релігія, декларацію прийняли одностайно, і засідання завершилося о 15:00, за годину до того, як декларація мала бути проголошена. Декларацію підписали 37 членів.
Після здобуття незалежності цей орган перейменували на «Тимчасову державну раду». Останнє засідання відбулося 3 лютого 1949 року, після чого його замінили Установчі збори, які були обрані 25 січня. Установчі збори вперше зібралися 14 лютого, а вже через два дні проголосили себе першим Кнесетом.
Голова ради Хаїм Вейцман був фактичним главою держави Ізраїлю, поки його не обрали президентом у лютому 1949 року.

## Члени
| Партія                                  | Місця | Члени |
| --------------------------------------- | ----- | --- |
| Мапай                                   | 10    | Давид Бен-Ґуріон, Меїр Арґов, Іцхак Бен-Цві, Еліягу Добкін, Еліезер Каплан, Аврагам Кацнельсон, Голда Меїр, Давід Ремез, Мордехай Шатнер, Моше Шарет |
| Партія загальних сіоністів              | 3     | Даніель Остер, Еліягу Берлін, Перец Бернштейн |
| Гацогар                                 | 3     | Герцль Розенблюм, Цві Сеґал, Бен-Ціон Штернберґ |
| Мапам                                   | 3     | Мордехай Бентов, Цві Лурія, Аарон Цізлінґ |
| Мізрахі                                 | 3     | Вольф Ґольд, Єгуда Лейб Маймон, Давід-Цві Пінхас |
| Партія «Нова алія» / Прогресивна партія | 3     | Аврагам Ґранот, Моше Коль, Пінхас Розен |
| Аґудат Їсраель                          | 2     | Меїр Давід Левенштейн, Їцхак Меїр Левін |
| Хапоель ХаМізрахі                       | 2     | Хаїм Моше Шапіра, Зерах Варгафтіґ |
| Поалей Аґудат Їсраель                   | 1     | Кальман Кагана |
| Ахдут-га-Авода — Поалей-Ціон            | 1     | Берль Репетур |
| Поалей-Ціон                             | 1     | Нахум Нір |
| Комуністична партія Палестини / Макі    | 1     | Меїр Вільнер (його замінив Шмуель Мікуніс після здобуття незалежності)                                                                               |
| Сефарди та східні громади               | 1     | Бхор Шалом Шитріт |
| WIZO                                    | 1     | Рахель Коен-Каган |
| Єменська асоціація                      | 1     | Сеадья Кобаші |
| Незалежний                              | 1     | Ісаак Грюнбаум |